# バートレット (テネシー州)
バートレット（英: Bartlett）は、アメリカ合衆国テネシー州の南西隅、シェルビー郡の都市である。人口は5万7786人（2020年）。メンフィスの北東に位置し、同都市圏に属している。

## 歴史
バートレット市が成長することになる町は、当初ユニオン・デポ、さらにグリーン・ボトムと呼ばれていた。ナッシュビルから西に進む駅馬車道では、テネシー州から西に出る直前の主要停車場だった。1830年頃に町として設立された。その駅馬車に代わってメンフィス・アンド・オハイオ鉄道が敷かれるとバートレットはその駅として存在し続けた。当初は農業社会であり、駅馬車道沿いに大きなプランテーションがあった。
1866年11月1日、町が市として法人化され、市名はバートレットに変更された。法人化されるときに、ブライアン・ウィザーが初代町長に指名された。市名は農園主だったガブリエル・M・バートレット少佐にちなんで名付けられた。バートレットの家はローリー・サマービル道路（駅馬車道）沿い、現在のバートレット駅プラザがある場所にあった。

## 地理
バートレット市は北緯35度13分23秒 西経89度50分28秒 / 北緯35.22306度 西経89.84111度 (35.222990, -89.841170)に位置している。メンフィス市の北東市境と接している。
アメリカ合衆国国勢調査局に拠れば、市域全面積は23.42平方マイル (60.7 km2)である。領域の併合によって、さらに20.54平方マイル (53.2 km2)増える可能性がある。

## 教育
バートレット市の公共教育体系は、2013年から2014年の教育年度まで、シェルビー郡教育学区に属していた。2013年7月16日の住民投票で、バートレット市教育学区の創設が承認された。この新しい学区は2014年秋に始まり、連邦裁判所に訴えられた訴訟の当事者間に行われた合意に従い、市域内11の校舎が含められた。学区監督官には、シェルビー郡教育学区の副監督官だったデイビッド・スティーブンスが就いた。

### 公立学校
高校:
- バートレット高校[10]、10年生から12年生
- バートレット9年生アカデミー[11]

中学校:
- アップリング中学校[12]
- ボン・リン中学校[13]、2008年開校
- エルモアパーク中学校[14]

小学校:
- アルチュリア小学校[15]
- バートレット小学校[16]
- ボン・リン小学校[17]
- エレンデール小学校[18]
- オーク小学校[19]
- リバークレスト小学校[20]

### 私立学校
- バートレット・バプテスト準備学校幼稚園
- セントアン小学校

## 人口動態
2010年時点でバートレット市は人口でテネシー州では第10位、シェルビー郡ではメンフィス市に次いで第2位である。
以下は2000年国勢調査による人口統計データである。
| 基礎データ - 人口: 40,543 人 - 世帯数: 13,773 世帯 - 家族数: 11,817 家族 - 人口密度: 820.4人/km2（2,124.5 人/mi2） - 住居数: 14,021 軒 - 住居密度: 283.7軒/km2（734.7 軒/mi2） 人種別人口構成 - 白人: 92.44% - アフリカン・アメリカン: 4.86% - ネイティブ・アメリカン: 0.28% - アジア人: 1.24% - 太平洋諸島系: 0.04% - その他の人種: 0.37% - 混血: 0.77% - ヒスパニック・ラテン系: 1.14% 年齢別人口構成 - 18歳未満: 29.1% - 18-24歳: 6.8% - 25-44歳: 30.0% - 45-64歳: 25.5% - 65歳以上: 8.6% - 年齢の中央値: 37歳 - 性比（女性100人あたり男性の人口） - 総人口: 95.4 - 18歳以上: 91.2 | 世帯と家族（対世帯数） - 18歳未満の子供がいる: 44.0% - 結婚・同居している夫婦: 74.6% - 未婚・離婚・死別女性が世帯主: 8.7% - 非家族世帯: 14.2% - 単身世帯: 12.1% - 65歳以上の老人1人暮らし: 4.3% - 平均構成人数 - 世帯: 2.92人 - 家族: 3.18人 収入と家計 - 収入の中央値 - 世帯: 66,369米ドル（2007年推計では74,091ドル） - 家族: 69,962米ドル（2007年推計では80,739ドル） - 性別 - 男性: 45,281米ドル - 女性: 32,382米ドル - 人口1人あたり収入: 24,616米ドル - 貧困線以下 - 対人口: 2.7% - 対家族数: 2.1% - 18歳未満: 3.2% - 65歳以上: 5.7% |

### 人口の推移
バートレット市は1829年頃の設立以後、1866年に法人化され、その後の100年間は小さな町のままだった。1960年でも人口は僅か508人の英気馬車道と鉄道の傍にある「古い」町だったが、1970年代と1980年代に新しい住民が入って来て急成長した。その多くはメンフィス市からの「ホワイト・フライト」（白人が古くなった市街地を避けて郊外に移転する動き）によるものであり、また東部と北部の領域を併合したことも貢献した。2014年推計では6万人に迫っている。
2007年、雑誌「マネー」が、アメリカ合衆国で住みたい町100傑の第95位にバートレット市を挙げた。

## 興味ある場所

### デイビース・マナー・プランテーション
デイビース・マナー・プランテーションは、シェルビー郡でも最古の丸太小屋、32エーカー (128,000 m2) の農地、多くの構築物がある歴史的な資産であり、小屋は一般公開されている。構築物の中には、小作人小屋から売店、粉挽き場から納屋まである。さらにキッチンガーデンや医療用ハーブ園など幾つかの庭園もある。屋外を楽しむ観光客にはウォーキングツアーや、自然の道もある。

### ニコラス・ゴットン邸

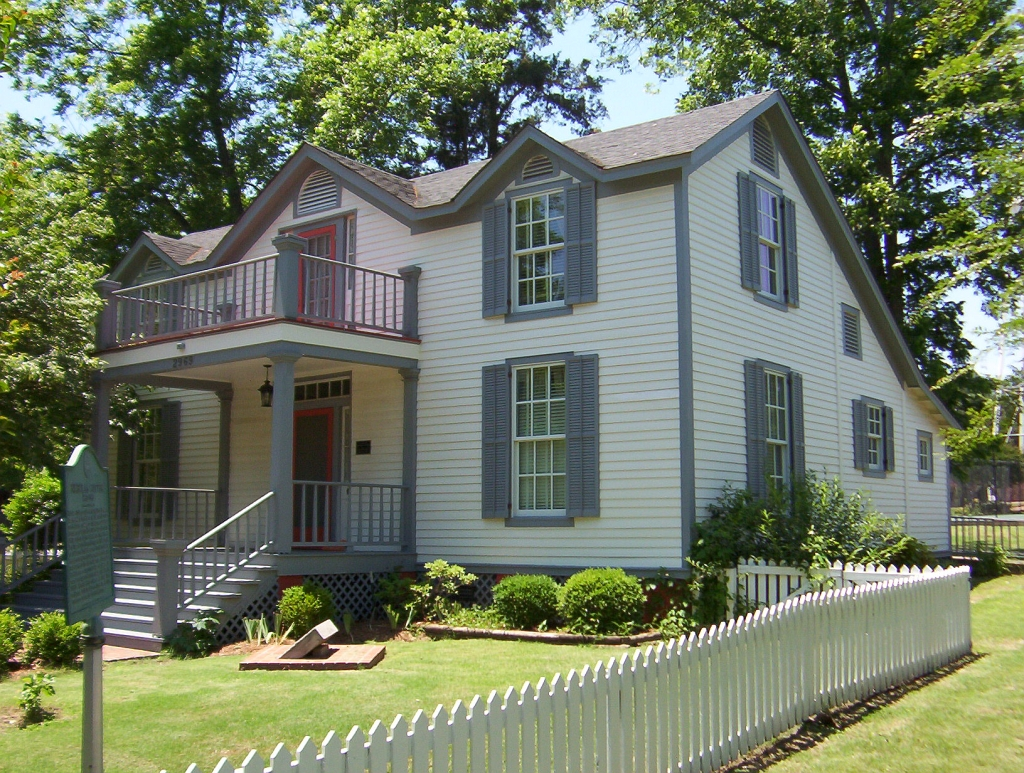
ニコラス・ゴットン邸

ニコラス・ゴットン邸はコート通り2969にある。バートレット博物館が入っており、バートレット歴史協会が運営する地元歴史博物館となっている。この白い木組み構造の建物は、1871年にニコラス・ゴットンが、ニューイングランドのソルトボックス様式で建てた。長いこう配屋根が背面に傾斜している。背面は平屋、前面は二階建てである。

### レクリエーションとフィットネス・センター
バートレット・レクリエーション・センターは、広さ55,000平方フィート (5,100 m2)、2000年8月に完成した施設である。バートレット警察署の真裏、フラハーティ・プレース7700にある。水泳プール、ラケットボール・コート、バスケットボール・コート、陸上競技用トラック、ワークアウト室があり、市民に人気がある。開設以来、運営がうまく行っており、市からの援助なしでやって行けている。

### 芸能と会議のセンター
バートレット芸能と会議センターは1999年に完成し、こけら落としはアート・ガーファンクルのショーだった。アップリング道路3663にあり、バートレット警察署やアップリング中学校の通り向かいである。芸能のみならずセミナーや、事業の会議などの催しに貸し出されている。